# Blanden
Blanden est une section de la commune belge d'Oud-Heverlee située en Région flamande dans la province du Brabant flamand. C'était une commune à part entière avant la fusion des communes de 1977.

## Évolution démographique
- Sources : INS, Rem. : 1831 jusqu'en 1970 = recensements, 1976 = nombre d'habitants au 31 décembre.

## Administration - Seigneurs de Blanden
- Jean de Rode de Lantwyck, chevalier, sire de Horst, seigneur de Lantwyck (Linkhout), Vorselaer, Rethy et Blanden[2].
- Jean II de Lantwyck, chevalier, seigneur de Blanden (1388) et de Vaalbeek (1394)[2].

## Aspects religieux - Chapelle de Blanden
La chapelle de Blanden, sous Bierbeek, annexée à la ferme Rooi-Kapel, fut acquise en 1380 par l'abbé Henri van Overbeke et incorporée à l'abbaye de Parc. Les religieux de Parc y célébraient la messe deux fois par semaine. Plus tard, la chapelle fut reconstruite par le prélat Libert de Pape.